# HK Olimpija Ljubljana
HK Olimpija Ljubljana, eller Hokejski Klub Ljubljana, är en ishockeyklubb från staden Ljubljana i Slovenien. Klubben grundades 2004 och är en farmarklubb till EBEL-laget HDD Olimpija Ljubljana. Laget spelade i Slohokej Liga under tiden som ligan spelades (2009/10-2011/12) och kom tvåa i ligan vid två tillfällen, nämligen 2010/11 och 2011/12, båda gångerna efter finalförlust mot HK Partizan.